# Храм Лотоса
Храм Лотоса (хинди कमल मंदिर, англ. Lotus Temple) — главный храм религии Бахаи в Индии и сопредельных странах, построенный в 1986 году. Расположен в городе Дели, в районе Нью-Дели — столице Индии. Огромное здание из белоснежного пентелийского мрамора в форме распускающегося цветка лотоса — одна из наиболее популярных среди туристов достопримечательностей Дели. Известен как главный храм Индийского субконтинента и главная достопримечательность города. Храм Лотоса выигрывал несколько архитектурных наград и был упомянут во множестве газетных и журнальных статей.
В 1921 году молодая бомбейская община бахаи попросила у Абдул-Баха разрешение возвести бахайский храм в Бомбее, на что был якобы дан ответ: «По воле Бога в будущем величественный храм поклонения будет возведён в одном из центральных городов Индии», то есть в Дели.

## Богослужение
Как и во всех храмах религии Бахаи, храм Лотоса открыт для людей всех вероисповеданий. Учение Бахаи гласит, что душа храма находится там, где люди всех вероисповеданий могут поклоняться Богу без конфессиональных ограничений. Учение также гласит о том, что все тексты веры Бахаи или любой другой веры могут быть поняты на любом языке, пропеты храмовым хором без музыкальных инструментов. Чтение проповедей и проведение ритуальных церемоний не предусмотрено.

## Здание

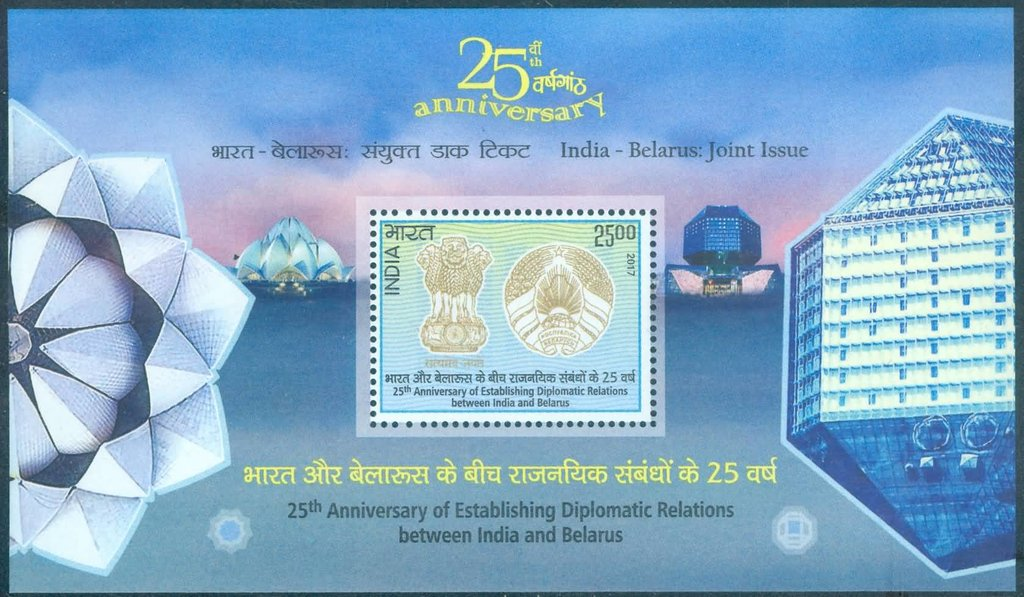
Храм Лотоса (слева) и Национальная библиотека Беларуси (справа) на почтовом блоке Индии 2017 года

Строительство началось близ Нью-Дели в 1978 году и было закончено 22 декабря 1986 года. Центральный зал — диаметр 75 метров, высота 31 метр, вместимость 1300 мест.
Архитектор Фариборз Сахба, канадец иранского происхождения, вдохновлялся всемирно известным проектом Сиднейского оперного театра (направление — структурный экспрессионизм).
Все храмы веры Бахаи, включая храм Лотоса, объединены несколькими архитектурными элементами, некоторые из которых характерны для священных писаний веры Бахаи. Абдул-Баха, сын основателя религии, указал на то, что основной архитектурной чертой храмов является девятиугольное здание округлой формы. У всех храмов есть купол, но он не считается важной частью храма. В священных текстах веры Бахаи также написано, что на стенах храма не должно быть никаких изображений, на территории храма не должно быть скульптур, а внутри храма не должно быть кафедр или алтарей (для посетителей предусмотрены лавочки).
Вдохновившись цветком лотоса, архитектор включил в проект здания храма 27 «лепестков», облицованных мрамором и объединённых по три, что придало храму девятиугольную округлую форму. Девять дверей храма Лотоса ведут в главный зал высотой около 40 метров. Зал вмещает в себя 2500 человек. Храм облицован белым мрамором из горы Пентели в Греции. Из похожего мрамора построены и другие храмы веры Бахаи. Территория храма, включающая в себя здание храма и сад, имеет площадь в 26 акров, что примерно равно 105 000 квадратным метрам или 10,5 гектарам.
Храм находится в деревне Бахапур, которая входит в Национальный столичный округ Дели. Начало разработки проекта датируется 1976 годом, и позже Фариборз Сахба курировал этот проект. Общий проект был разработан британской компанией Флинт энд Нилл. Главный вклад в покупку земли под постройку храма внёс Ардишир Рустампур из Хайдарабада, который пожертвовал все свои сбережения в 1953 году. Часть средств была сэкономлена и направлена на строительство теплицы для изучения местных видов растений, которые потом посадили на территории храма.

## Туризм
По данным национального туристического агентства Индии ежегодно храм посещает около 4 миллионов человек, что делает его одним из самых посещаемых в мире зданий религиозного характера . В Индии во время индуистского праздника Дурга-пуджа строение храма Лотоса было взято в качестве примера для возведения шатра, возведённого для поклонения богине Дурга.